# Skorvagrundet
Skorvagrundet är en liten ö som tillsammans med Storskäret och Lillskäret bildar ögruppen Stubben cirka 5 kilometer utanför byn Monäs kust i Nykarleby i Österbotten.
Öns area är 1,1 hektar och dess största längd är 190 meter i nord-sydlig riktning.